# Rubén Araoz
Rubén Ernesto Araoz es un futbolista argentino que nació el 2 de abril de 1952 en Santa Fe, Provincia de Santa Fe, Argentina.
Jugaba de mediocampista, se lo caracterizó como un jugador eficaz por el denodado esfuerzo que ponía a la lucha por el balón; 
es el segundo jugador con más partidos en la historia del Club Atlético Colón.

## Trayectoria
| Equipo      | Año       | PJ  | G |
| ----------- | --------- | --- | - |
| Colón       | 1971-1981 | 284 | 3 |
| Racing Club | 1979      | 16  | 0 |
| San Lorenzo | 1982      | 7   | 0 |
| Chacarita   | 1983      | 7   | 0 |
| TOTAL       | 1971-1983 | 314 | 3 |

### Estadísticas
| Equipo                | Div.                | Temporada           | Liga     | Liga  | Nacional | Nacional | Copa Nacional | Copa Nacional | Copa Internacional | Copa Internacional | Total    | Total |
| Equipo                | Div.                | Temporada           | Partidos | Goles | Partidos | Goles    | Partidos      | Goles         | Partidos           | Goles              | Partidos | Goles |
| Colón Argentina       | 1ª                  | 1971                | 20       | 0     | 8        | 0        | -             | -             | -                  | -                  | 28       | 0     |
| Colón Argentina       | 1ª                  | 1972                | 24       | 0     | 11       | 0        | -             | -             | -                  | -                  | 35       | 0     |
| Colón Argentina       | 1ª                  | 1973                | 12       | 0     | 11       | 0        | -             | -             | -                  | -                  | 23       | 0     |
| Colón Argentina       | 1ª                  | 1974                | 18       | 0     | 11       | 0        | -             | -             | -                  | -                  | 29       | 0     |
| Colón Argentina       | 1ª                  | 1975                | 27       | 0     | 9        | 0        | -             | -             | -                  | -                  | 36       | 0     |
| Colón Argentina       | 1ª                  | 1976                | 21       | 0     | 9        | 0        | -             | -             | -                  | -                  | 30       | 0     |
| Colón Argentina       | 1ª                  | 1977                | 18       | 1     | 7        | 0        | -             | -             | -                  | -                  | 25       | 1     |
| Colón Argentina       | 1ª                  | 1978/81             | ?        | ?     | ?        | ?        | -             | -             | -                  | -                  | 78       | 2     |
| Colón Argentina       | Total               | Total               | 140      | 1     | 66       | 0        | -             | -             | -                  | -                  | 284      | 3     |
| Racing Club Argentina | 1ª                  | 1979                | 16       | 0     | -        | -        | -             | -             | -                  | -                  | 16       | 0     |
| Racing Club Argentina | Total               | Total               | 16       | 0     | -        | -        | -             | -             | -                  | -                  | 16       | 0     |
| San Lorenzo Argentina | 2ª                  | 1982                | 7        | 0     | -        | -        | -             | -             | -                  | -                  | 7        | 0     |
| San Lorenzo Argentina | Total               | Total               | 7        | 0     | -        | -        | -             | -             | -                  | -                  | 7        | 0     |
| Chacarita Argentina   | 2ª                  | 1983                | 7        | 0     | -        | -        | -             | -             | -                  | -                  | 7        | 0     |
| Chacarita Argentina   | Total               | Total               | 7        | 0     | -        | -        | -             | -             | -                  | -                  | 7        | 0     |
| Total en su carrera   | Total en su carrera | Total en su carrera | 170      | 1     | 66       | 0        | -             | -             | -                  | -                  | 314      | 3     |

- Datos: Q6113155